# Ґади (Вармінсько-Мазурське воєводство)
Ґади (пол. Gady, нім. Jadden) — село в Польщі, у гміні Дивіти Ольштинського повіту Вармінсько-Мазурського воєводства.
Населення — 338 осіб (2011).

## Демографія
Демографічна структура станом на 31 березня 2011 року:
|          | Загалом | Допрацездатний вік | Працездатний вік | Постпрацездатний вік |
| -------- | ------- | ------------------ | ---------------- | -------------------- |
| Чоловіки | 178     | 51                 | 119              | 8                    |
| Жінки    | 160     | 41                 | 98               | 21                   |
| Разом    | 338     | 92                 | 217              | 29                   |